# Герман Галинин
Герман Германович Галинин (на руски: Герман Германович Галынин) е руски композитор на класическа музика, ученик на Дмитрий Шостакович, лауреат на Сталинска награда. Член е на Съюза на композиторите на СССР.

## Биография
Герман Германович Галинин е роден на 30 март 1922 г. в град Тула, в семейството на работник в Тулския оръжеен завод. Остава кръгъл сирак на 7-годишна възраст и в продължение на две години скита бездомен. По някои данни той е четвъртото дете в семейството, но не е известно какво се е случило с братята и сестрите му. Едва през 1934 г. е настанен в дома за сираци „Ленин“ в града. По това време вече се проявяват неговите артистични способности – той рисува добре и е незаменим участник в театралните представления, но най-вече го влече музиката. По негова молба е включен към детския оркестър, където се научава да свири на пиано и на всички народни инструменти, с които разполага оркестърът. Още тогава учителите му са изумени от оригиналния и самобитен начин, по който свири на пиано, без да е взимал каквито и да е уроци. По-късно Шостакович нарича този негов маниер „хватката на Рахманинов“.
Първата творба на младия композитор е „Марш“ за пиано, която се превръща в своеобразен пропуск към музикалното училище на Московската консерватория. След като учи една година в подготвителния клас, през 1938 г. Галинин е записан в основния курс. Започва да учи хармония при Игор Способин и композиция при Хенрих Литински. Две години по-късно, през ваканцията, заминава за Тула и подарява на любимия си учител по музика Малцев малка тетрадка. Тя съдържа музиката на „Испански танц“, написана от него. Няколко дни по-късно тази музика вече се свири от оркестъра на Тулския дворец на пионерите, воден от Малцев. Година по-късно „Испански танц“ става неразделна част от музиката, написана за пиесата „Пещерите на Саламанка“, която става много популярна в Москва.
През 1941 г., още първокурсник в Московската консерватория, Галинин заминава като доброволец на фронта, но дори и там не се разделя с музиката – ръководи самодейни изпълнения, композира песни, маршове и хорова музика, както и музика за драматични представления (включително комедията „Укротяването на укротителя“). Три години по-късно се завръща в консерваторията и продължава обучението си.
От 1944 до 1950 г. е студент в Московската консерватория в класа по композиция на Николай Мясковски, а след това – при Дмитрий Шостакович, който високо оценява таланта му. Като ученик на Шостакович, заедно с него е критикуван за „формализъм и космополитизъм“ в музиката, а Тихон Хренников остро напада неговия Първи концерт за пиано и оркестър. Това предизвиква у младия композитор нервен срив и довежда до развитието на тежко психично заболяване, което изключва всяка възможност за композиране в продължение на много години. През 1951 г. Галинин е диагностициран с шизофрения, през останалите години от живота си дълго и упорито се бори със заболяването си и практически почти не пише.
Галинин се жени за музиколожката Наталия Шумская и на 29 юли 1950 г. се ражда синът им Дмитрий, само ден преди рождения ден на баща му. Дмитрий тръгва по стъпките на баща си, завършва с отличие Московската консерватория и по-късно става професор в нея.
Приятелят на Галинин, диригентът Рудолф Баршай, разказва, че веднаж двамата влизат в офиса на Централния телеграф, Галинин се оглежда и силно извиква „Сталин и Жданов са убийци!“. Тогава го хващат и затварят в лудницата, където остава няколко години. Въпреки че композиторът прекарва значителна част от живота си в болници и психиатрични клиники, той все още активно пише музика.
Герман Германович Галинин умира на 18 юли 1966 г. в Москва, на 44-годишна възраст. Погребан е във Ваганковското гробище в Москва.
През 1968 г. композиторът получава посмъртно Държавна награда на РСФСР „Михаил Глинка“. Името му е включено в 6-томната Музикалната енциклопедия, публикувана през 1973 г.

## Творчество
Въпреки че произведенията на Галинин не са много, те са една от най-ярките страници на следвоенната съветска музика. Основните му произведения принадлежат към областта на хоровия, концертно-симфоничния и камерно-инструменталния жанр. Основните характеристики на стила на Галинин са водещата роля на мелодичния принцип и яркият руски национален колорит.
Голяма част от произведенията му са създадени по време на ученическите и студентските му години. Пише музиката към пиесата на Сервантес „Пещерите на Саламанка“ и към комедията на английския драматург Джон Флетчър „Укротяването на укротителя“ (1944), играна по фронтовите театри. През 1945 г. пише сюита за пиано, през 1946 г., Първи концерт за пиано и оркестър, през 1947 – Първи струнен квартет, 1948 – известното трио за пиано, написано като курсова работа по полифония, сюита за струнен оркестър (1949). Между най-добрите му творби е ораторията „Момичето и смъртта“, написана през 1950 г. по стихове на Максим Горки и оркестрирана от професор Юрий Фортунатов през 1963 г. Неговата „Епична поема на руски теми“ за оркестър, написана през 1950 г., през 1951 му носи Сталинска награда.
В неговата музика може да се намери връзка с музиката на Александър Скрябин (в ранните сонати), Сергей Прокофиев, Шостакович, Игор Стравински (в Първия концерт за пиано и Първия квартет), Мясковски и старите полифонисти (в Сюитата за струнен оркестър), с руските народни песни (в „Епична поема на руски теми“ и един от квартетите).
Галинин боледува продължително и през последните 15 години от живота си пише малко. Сред произведенията от онова време са Младежка празнична увертюра (1951), едноактната опера „Фаризет“, Втори струнен квартет (1956), Ария за цигулка и струнен оркестър (1959), три сонати за пиано (написани в различни години, комбинирани в общ цикъл през 1963), Кончерто гросо за соло пиано (1964), 2 концерта за пиано и оркестър (1946 и 1965), камерни инструментални композиции, хорове и други.
Произведения
- едноактна опера „Фазилет“
- „Пещерите на Саламанка“ – сюита за оркестър
- „Пещерите на Саламанка“ – сюита за пиано
- музика към пиесата на Сервантес „Пещерите на Саламанка“
- 1944 – музика към комедията на Джон Флетчър „Укротяването на укротителя“
- 1945 – сюита за пиано
- 1946 – Концерт № 1 за пиано и оркестър
- 1947 – Струнен квартет № 1
- 1948 – Трио за пиано
- 1949 – Сюита за струнен оркестър
- 1950 – ораторията „Момичето и смъртта“
- 1950 – Епична поема на руски теми
- 1951 – Младежка празнична увертюра за симфоничен оркестър
- 1956 – Струнен квартет № 2
- 1959 – Ария за цигулка и струнен оркестър
- 1963 – Ария за цигулка и пиано
- 1963 – цикъл от три сонати
- 1964 – Кончерто гросо за пиано
- 1964 – Соната за пиано № 1 в си минор
- 1965 – Концерт за пиано № 2

## Награди
- 1951 – Сталинска награда, втора степен за „Епична поема на руски теми“[3]
- 1968 – Държавна награда на РСФСР „Михаил Глинка“, посмъртно за Концерт за пиано № 1, ораторията „Момиче и смърт“, Сюита за струнен оркестър.[2][3]

## Памет
- 1999 г. Детското училище по изкуства в Тула получава името на Герман Галинин и се превръща в център за изследване и популяризиране на творческото му наследство. В методичния кабинет на училището е организиран първият в Русия музей на Галинин. Подкрепа за създаването му оказва синът на композитора Дмитрий Германович Галинин, професор в Московската консерватория.[3]